# Чичава
Чичава (словац. Čičava) — село в Словаччині, Врановському окрузі Пряшівського краю. Розташоване в східній частині Словаччини в північному куті Східнословацької низовини в долині Мерницького потоку. Протікає річка Чичава.
Уперше згадується у 1270 році.

## Пам'ятки
У селі є греко-католицька церква святих Козми і Дам'яна з початку 18 століття в стилі бароко, з 1986 року національна культурна пам'ятка, та римо-католицький костел (1956).

## Населення
| Рік:            | 1993 | 2003     | 2013     | 2023     |
| --------------- | ---- | -------- | -------- | -------- |
| Кількість осіб: | 726  | 946      | 1219     | 1347     |
| Різниця:        |      | +30,30 % | +28,85 % | +10,50 % |

| Рік:            | 2022 | 2023    |
| --------------- | ---- | ------- |
| Кількість осіб: | 1331 | 1347    |
| Різниця:        |      | +1,20 % |

У селі проживає 1212 осіб.
Національний склад населення (за даними перепису 2001 року):
- словаки — 50,72 %,
- цигани — 48,83 %,
- українці — 0,11 %.

Склад населення за приналежністю до релігії станом на 2001 рік:
- греко-католики — 67,74 %,
- римо-католики — 28,14 %,
- протестанти — 1,00 %,
- православні — 0,11 %,
- не вважають себе вірянами або не належать до жодної вищезгаданої конфесії — 2,89 %.